# いすゞ・ピアッツァ
いすゞ・ピアッツァ（ISUZU 
Piazza）は、1981年から1994年までいすゞ自動車とヤナセが販売していたクーペ型の小型乗用車。 初代の異名：和製デロリアン（デザイナーも同一人物）。

## 初代 JR120/130型（1981年-1991年）
- 形式名：JR130（NA車）、JR120（ターボ車）

1978年、117クーペの後継モデルを計画していたいすゞは、イタリアのデザイナー、ジョルジェット・ジウジアーロにそのデザインを依頼した。ジウジアーロは翌1979年3月、1970年台初頭から手がけてきたデザインの”Assoシリーズ”（1973年「アッソ・ディ・ピッケ（Asso di picche＝イタリア語でスペードのＡ、アウディ80）」、1976年の「アッソ・ディ・クアードリ（Asso di quadri＝ダイヤのＡ、BMW320）」）の集大成となる「アッソ・ディ・フィオーリ（Asso di fiori＝クラブのA）」をジュネーヴショーにデザインカーとして出展。このデザインカーの寸法を拡大し、細部にリファインを加えた「いすゞX」が1979年の第23回東京モーターショーに出品されたのち、その1年半後の1981年5月に「ピアッツァ」のネーミングで商品化された。
市販化を前提としてデザインされたショーカーといえども、内部機構とのすり合わせや生産性の考慮などの理由により完成時までには相当のスタイル変更を受けるのが一般的であり、オリジナルのイメージをほぼ保ったままでの量産化というピアッツァの試みは世界中から驚きを持って受け止められた。外観デザインはエッジの効いたボンネットと3ドアハッチバックの独特な形状で、ジウジアーロが提案したAssoシリーズの最終作にふさわしい完成度の高さであるとともに、空力が十分に考慮された先進的なものでもあった（Cd値0.36）。ボンネットには、デビュー当時はフェンダーミラーが装着されていたが、1983年の道路運送車両法の改正に伴いドアミラーに変更された。
エクステリアと同様に、インテリアもショーカーに極めて近く製品化された。サテライト式コクピットは極めて斬新なものであり、デジタルメーター（XES,XEに標準装備）に加えて、ステアリングから手を離さずにエアコンやハザードスイッチ操作など、大抵の操作ができた。右手側にライトスイッチ等11項目、左手側にワイパーなど13項目（XE、OD付AT）の操作項目の操作部が配置されていた。サテライトにはシールが貼られた謎のスイッチがあったがそれはフォグランプのスイッチで、ランプ本体を装着すればオンオフ可能であった。シールを外すとフォグランプのアイコンが現れた。エアコンの吹き出し口のギミックも凝っており、運転席側はフロントウインドー下の部分から12cm程度せり上がり、足元には回転開閉するエアコン吹き出し口がある。また助手席側は噴出し口が横にせり出すなど、コンセプトモデルのマニアックな機構が市販車にも採用された。
装備としては、オートエアコンやマルチドライブモニター(JR130 XES,XE)、低速時には軽くなり高速時時には重みを増す車速感応型操舵力可変パワーステアリング、パワーウィンドウ等が装備され、安全装備としての後席3点式シートベルトの採用も先進的であった。またウォッシャーノズル内蔵のワンアーム式フロントワイパーなどスタイリングを崩さないために専用パーツが多く使用されている。

### メカニズム
117クーペ同様のFR方式で、デビュー時のエンジンは初代ジェミニ（PF系）ZZ用の1.8LDOHCを1.9LにスケールアップしたDOHC（G200WN）と、117クーペ用のSOHC（G200ZNS）を改良したものを搭載した。G200WNは、見掛けの出力は117クーペに搭載されたG200WEと同じだが、エアフローメーターにホットワイヤを採用（世界初）し、クランク角センサはフォトダイオードを使用した無接触式（世界初）として、ダイアグノーシス（自己診断）機能を有するECU（世界初）で制御されていた。
当時はエンジンのパワー競争が行われており、最高出力135ps（グロス値）トルク17kg-mでは不足とされ、1984年6月よりアスカ用エンジンをベースとした2.0L電子制御式ターボ付SOHCをラインナップに追加（1.9L DOHCは受注生産に）、ターボ付モデルは出力180ps、トルク23kg-mを記録した。
トランスミッションは、5速MTと4速ATで、ATはアイシンワーナー（現:アイシン）がトヨタ以外に初めて供給した4速ATであった。
シャシ関連は初代ジェミニと同様にゼネラルモーターズ(GM)のTカーを基にしており、サスペンションは前輪がダブルウィッシュボーン＋コイルスプリング、後輪は3リンクリジッド＋コイルで、前後輪共にアンチロールバーが付く。ホイール・アライメントは年式・グレードにより細かく異なり、さらに後輪を5リンクリジッドに変更したハンドリングバイロータス仕様も追加設定された。
ステアリングギアボックスは、当初は一部のグレードがバリアブルギアレシオのマニュアルステアリングであったが、後に全車車速感応型パワーステアリング装備となる。ブレーキは、全車のフロントとターボ車のリヤがベンチレーテッドディスクとされた。トルクウェイトレシオ70kg/kgm、パワーウェイトレシオは8.8であった。

### 年表

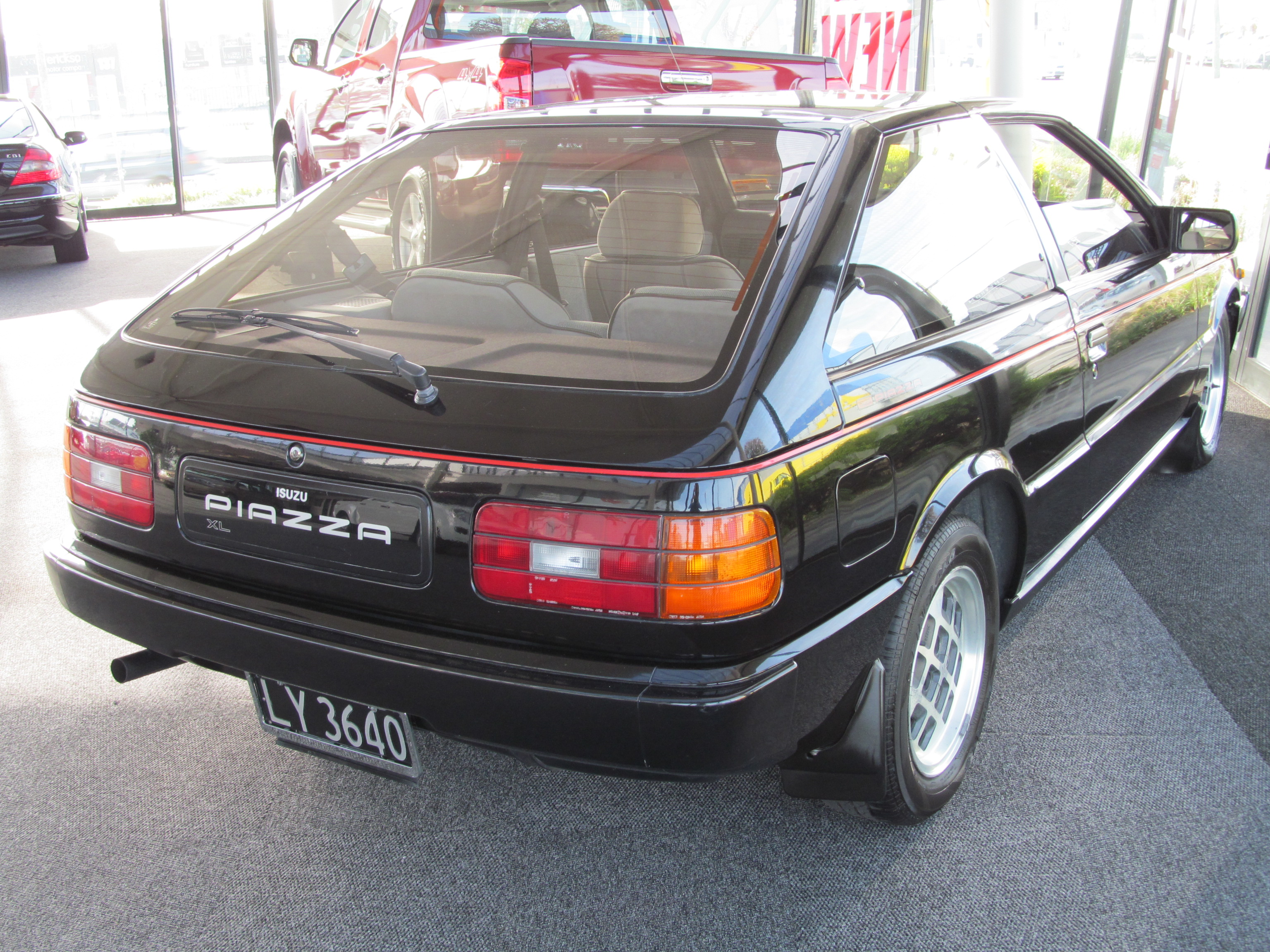
丸みを帯びたリアスタイル

- 1981年6月 - 発売。キャッチコピーは「シニア感覚」。CMソングは阿川泰子の「シニア・ドリーム」。
- 1983年5月 - マイナーチェンジ。ドアミラーが装着された。
- 1984年6月 - 前年に登場したアスカに搭載された、アスカ用エンジン(4ZC1-T)にインタークーラー付きターボエンジンを搭載したモデルを投入（「XE」、「XS」）。出力は180psで、当時2.0LのOHCエンジンとしては日本一であった。

1.9L DOHCモデル（XG）を受注生産化。
- 1985年11月 - 旧西ドイツのチューナーイルムシャー (irmscher) に足回りのチューニングを依頼したイルムシャーグレードを発売。しなやかな足回りに、ステアリングにMOMO、シートはレカロを採用した充実装備、イルムシャーシリーズ専用デザインのフルホイールカバーを装着したスポーティな外観を持っていた。
- 1987年 - 通商産業省（現・経済産業省）グッドデザイン賞部門別（輸送機器部門）大賞を受賞。
  - 8月 - 一部改良。テールランプの大型化やアルミホイールの意匠変更、コンソール／ステアリングのデザイン変更など。1984年6月より受注生産だった1.9L DOHCを廃止。2.0L版の出力表示をネット化（180ps→150ps、1.9L SOHCはグロス表示（120ps）のまま）。
- 1988年6月 - ロータス社との技術提携により、「ハンドリングバイロータス」 (handling by LOTUS) 仕様を追加。MOMOステアリング、ロータスチューンドサスペンション、英国アームストロング製ド・カルボン型ショックアブソーバー、BBS製2ピースアルミホイール、レカロにも負けないと評された7項目調節機構付リアルバケットシート等を装備。このモデルで国内モデルでは初めてリヤサスペンション形式が変更され、それまでの3リンクから5リンクとなった。1.9L版を廃止し2.0Lターボに一本化。
- 1990年 - 最後のモデルとして「ハンドリングバイロータスリミテッド」を追加。外観の差はリミテッドのデカールのみであるが、シートが部分皮革仕上げとなり、LSDが標準装備となっている。
- 1991年7月[7] ｰ 生産終了。在庫対応分のみの販売となる。
- 1991年8月 - 販売終了。総生産台数11万3,419台[8]。

### ピアッツァ・ネロ
日本国内におけるピアッツァはヤナセによっても販売され、その際に冠された名称が「ピアッツァ・ネロ」（Piazza Nero）である。これは1971年以降、ゼネラルモーターズ（GM）傘下であって国内販売網の拡大を意図したいすゞと、日本におけるGM車の正式な輸入代理店であり、販売車種の拡大を意図したヤナセとの提携の結果であった。
内外装にブラックやピンストライプなど、いすゞ仕様車にはみられないものを用意し差別化が図られていた。その他、ピアッツァの特徴であった異形2灯ヘッドライトは1984年より輸出型の4灯に変更され、さらに1988年にはインパルス用のボンネットフードの採用と可動式ヘッドライトカバーの廃止が行われた。

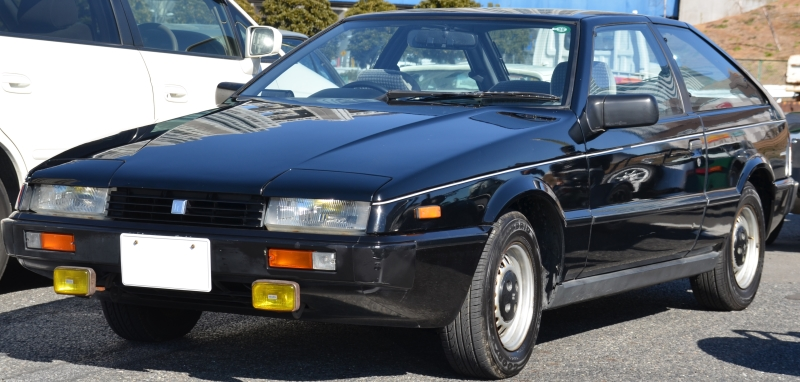
ピアッツァ・ネロ フロント
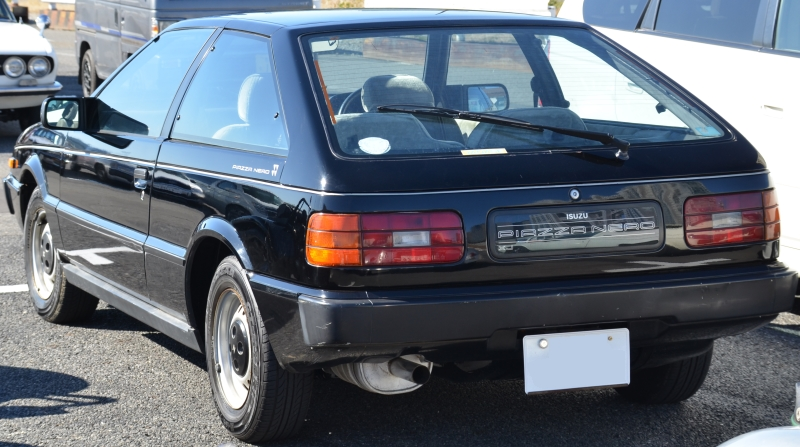
ピアッツァ・ネロ リア

### 日本国外での販売
欧米に輸出され、北米市場では「いすゞ・インパルス」（Isuzu Impulse）の名称で販売された。オーストラリアでは、同じくGM系の自動車会社ホールデンによって「ホールデン・ピアッツァ」（Holden Piazza）として販売された。

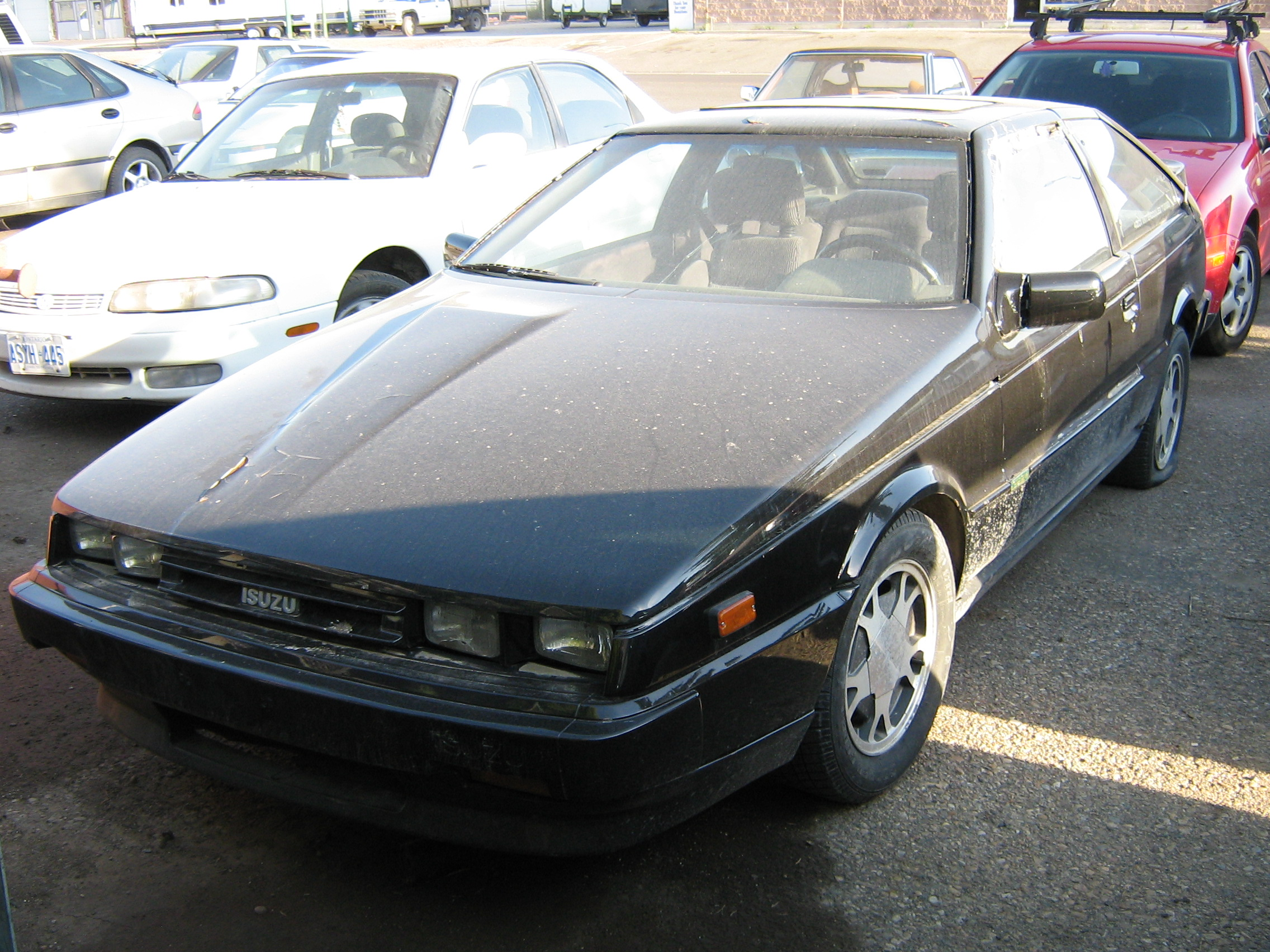
インパルス（北米仕様）
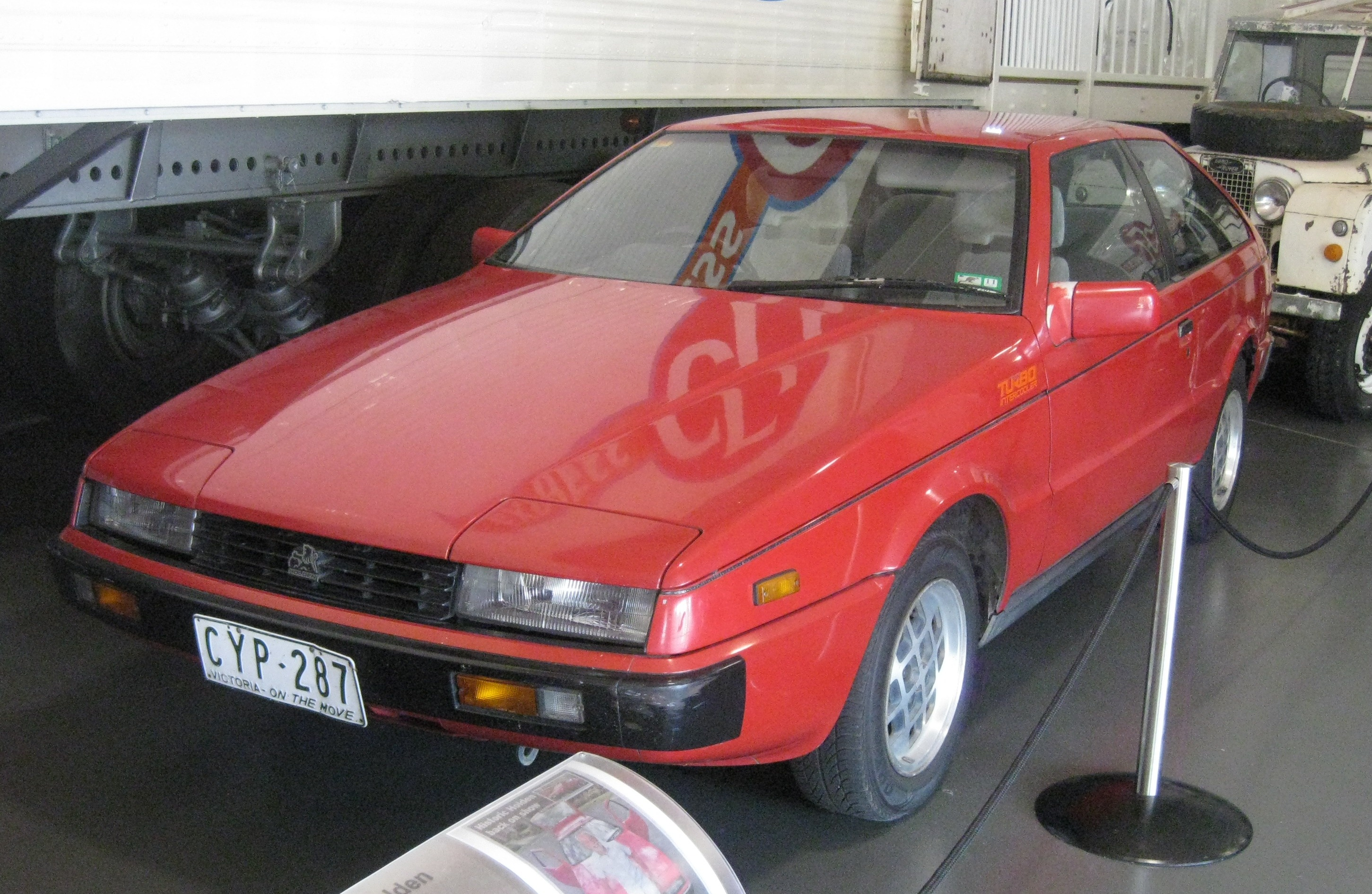
ホールデン・ピアッツァ

## 2代目 JT221型（1991年-1995年）
いすゞは、北米のゼネラルモーターズ（GM）向けに供給していた3代目ジェミニの派生車種「ジオ・ストーム」をベースに、北米でいすゞブランドで展開するモデルとして2代目「インパルス」を開発し、1990年に発売した。この2代目インパルスは当初から日本への展開も予定されており、1991年（平成3年）8月に2代目「ピアッツァ」として日本で発売された。
3代目ジェミニとプラットフォームを共有するため、駆動方式は初代とは異なり前輪駆動（FF）となった。エンジンはジェミニやロータス・エラン(M100)に搭載される4XE1をベースに、ストロークを延長（79→90mm）した4XF1型を搭載。グレード名の「181XE」や「181XE/S」の“181”は、4XF1型の総排気量約1.81L（厳密には1,809cc）を表した。トランスミッションは5速MTと4速ATが設定された。サスペンションは3代目ジェミニ同様、ストラット式をベースに後輪には4WSの一種であるニシボリック・サスペンションを装備する。また、開発過程でロータスが監修しているため、生産車すべてが「ハンドリング・バイ・ロータス」仕様である。
デザインは中村史郎が担当し、スマートな形状のストーム・ジェミニクーペに対して、力強さをアピールし、がっちりとしたフォルムを出すことで差別化を図っている。前後のエアダムスポイラーと可動式ヘッドランプカバーが外観における特徴となっている。
1994年12月]、生産終了。在庫対応分のみの販売となる。
1995年1月ら販売終了。 いすゞの乗用車自主生産撤退により、本車がいすゞが開発した最後の乗用車になった。総生産台数はいすゞからは公表されていないが、米Ward's Communications発行のWard's Automotive Yearbook誌によると米国販売台数は9,716台、カナダ販売台数は4,579台となっている。なお、日本国内での販売期間中の新車登録台数の累計は2,006台で、トヨタ・セリカや日産・シルビア、マツダ・RX-7など、同クラスに強力なライバルがいたこともあって販売が低迷していた。

### ピアッツァ・ネロ
先代同様、ヤナセ専売の「ピアッツァ・ネロ」も設定され販売された。いすゞ版との差異は小さく、独自のセンターグリルエンブレム・ステッカー類や内装の柄の違い、ボディカラー設定程度であった。
なお、ヤナセでは前述のジオ・ストームを日本国内向けに変更した「PAネロ」を1990年（平成2年）5月に発売しており、2代目ピアッツァ・ネロの発売後は両者を併売する形となっていた。

### 日本国外での販売
北米仕様の2代目インパルスは、フロントバンパーが異なるため日本仕様よりも全長が短く、パワートレインは日本仕様には設定のない、ジェミニ用の1.6Lターボエンジンに4WDの組み合わせであった。日本仕様のリアクロスメンバーがジェミニの4WDモデルと同じなのは、この北米仕様車の存在が関係している。
また、カナダではGM系ブランド「アスナ」向けに「アスナ・サンファイア」として供給されていた。

## 車名の由来
ピアッツァとはイタリア語で「広場」の意味で、そのひろがりのある価値が、1980年代の車社会を先導する広場となるよう命名されている。
ピアッツァネロ(ヤナセ販売)のネロとはイタリア語の「黒」で、高級・スポーティーなイメージを表す。

## その他
- 歴代のいすゞ製乗用車のなかで、ディーゼルエンジン搭載モデルが存在しないのは、本車とSUVのビークロスのみである。
- かつて、いすゞ中古自動車販売（現・いすゞユーマックス）は中古のピアッツァの部品を一部換装したうえで、「ムシャブルイ（武者震い、Mscher Blue）」というネーミングで発売していた。